# Притча о семени, возрастающем в земле неприметным образом
Притча о семени, возрастающем в земле неприметным образом (о человеке бросившим семя в землю) — одна из притч Иисуса Христа о Царствии Божьем, содержащаяся в Евангелии от Марка.
В ней говорится о человеке, бросившем в землю семя и не знающем того, каким образом оно произрастает от зелени и до зрелого плода, покуда не настанет жатва:

И сказал: Царствие Божие подобно тому, как если человек бросит семя в землю, и спит, и встаёт ночью и днём; и как семя всходит и растёт, не знает он, ибо земля сама собою производит сперва зелень, потом колос, потом полное зерно в колосе. Когда же созреет плод, немедленно посылает серп, потому что настала жатва.
— Мк. 4:26-29

## Богословское толкование
Притча является одной из самых неоднозначных и затруднительных и для понимания. С одной стороны притча о плевелах научает людей иметь постоянное радение о брошенном в землю семени, то есть о произрастании духовных плодов в человеке, с другой стороны, как видно из настоящей притчи:

Царство Небесное подобно семени, которое, быв однажды брошено в землю, неприметно растёт само собой. Внутренний процесс этого произрастания необъясним и неуловим. Как вырастает из семени целое растение, никто не знает. Точно так же неуловимо и необъяснимо религиозное преображение души человека, совершаемое силою благодати Божией.

Святитель Феофилакт Болгарский, рассуждая о притче, дает приведенным в ней образам следующие значения:
- Царствие Божие — Божие смотрение о нас.
- Человек — Бог, сделавшийся ради нас человеком.
- Семя брошенное в землю — евангельская проповедь.
- Сон человека — долготерпение Божие
- «Встаёт ночью и днём» — хотя Бог и спит, но Он восстаёт: восстаёт ночью, когда посредством искушений возбуждает нас к познанию Его; восстаёт днём, когда наполняет нашу жизнь радостями и утешениями.
- Зелень — духовное младенчество человека, начаток добра.
- Колос — состояние человека противостать искушениям, ибо колос связывается уже коленцами, стоит прямо и достиг уже большего развития.
- Полное зерно — плод совершенства.
- Серп — Слово Божие.
- Жатва — время кончины.

Он же пишет:

Семя растёт как будто без ведома Его, потому что мы свободны, и от нашей воли зависит расти или не расти этому семени. Не по неволе приносим плод, но добровольно, то есть приносим плод от самих себя.

Несколько иное понимание притчи приведено Б. И. Гладковым, которое, впрочем, только дополняет толкование Святителя Феофилакта:

Кого надо подразумевать под человеком, бросающим семя в землю? По мнению Антония, архиепископа Волынского и Житомирского, здесь под сеятелем разумеется не Бог, а человек-христианин, насаждающий доброе семя (учение Христово или подвиги благочестия) как в своём сердце, так и в общественной жизни; он не может следить за дальнейшим возрастанием благодатной жизни в себе и в других, как отдыхающий хозяин не следит за постепенным произрастанием засеянной нивы, но Господь, невидимо утверждая добродетель в его сердце и в общественной жизни, подобно солнцу и дождю, поднимающим растущий в поле хлеб, затем вдруг неожиданно для тружеников обнаруживает благодатные плоды их трудов и даёт обильную жатву Божию.

Схожая мысль выражена профессором А. П. Лопухиным в комментариях к Новому завету:

Вторая притча — о семени, которое, будучи брошено в землю, произрастает потом уже без участия земледельца — очевидно, изображает постепенное, правильное созревание Царства Божия в душе отдельного человека, принявшего учение Христа. Проповедники Евангелия, бросающие семена веры в души людей, не могут уже в дальнейшем в точности уследить за тем, как эти семена вырастают в целые колосья, которые со временем будут сжаты и собраны в Царство Божие. Всякое беспокойство со стороны земледельца во время пребывания семени в земле совершенно излишне…
В своё время при помощи Божией оно даст плод и принесёт пользу — вот главная мысль притчи…
От этой притчи получается уверенность в том, что дело Божие, начатое в отношении к сердцам человеческим в тот момент, как в них запало проповедническое слово апостолов, не остановится в своём развитии и неведомыми путями будет идти всё далее и далее, пока сердце человека окончательно созреет для новой блаженной жизни в Боге.

Продолжая рассуждения о притче, Б. И. Гладков обращает внимание на разграничение Христом Царства Небесного, предназначенного исключительно для праведников и которое начнётся после окончательного Суда над родом человеческим и Царства Божия — основанное Им на земле Царство верующих. Царство Божие подготавливает вступающих в него людей к Царству Небесному и началось с пришествием Христа, бросившего в сердца людей слово Божие, подобно тому, как и земледелец бросает семя в землю; окончится же тогда, когда наступит время жатвы, когда всё человечество, населяющее землю, объединится в одно общество верующих, одним полем, на котором посеяны добрые семена. При этом рост плевел вместе с пшеницей не нарушит единства поля, как не нарушило единства малого стада Христова присутствие в нём Иуды. Тогда-то начнётся Царство Небесное.
Далее Б. И. Гладков резюмирует:

Человек, бросивший семя в подготовленную им для того землю, сделал этим всё, что от него требовалось; хотя, при желании, он и наблюдает за ростом посеянного, и ограждает его от неблагоприятных сторонних влияний, но, вследствие силы, сокрытой в семени, земля сама собою производит сперва зелень, потом колос, потом полное зерно в колосе.
На основании сказанного можно полагать, что в этой притче Сеятель — Сам Христос, семя — принесённое Им на землю слово Божие, а вырастающее из семени растение — Царство Божие. Главная же мысль притчи — действие силы слова Божия, соединяющей людей в единое Царство Божие. Остальные части притчи не следует принимать в расчёт при толковании её, так как они не имеют особого самостоятельного значения (например: и как семя всходит и растёт, не знает он) и приводятся лишь для наглядного подтверждения верности главной мысли.